# Thonis

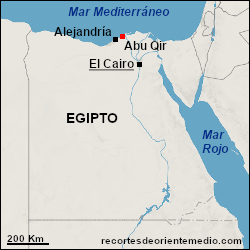
Mapa de la bahía de Abu Quir

Thonis (Tonis en antiguo egipcio: Tȝ-ḥn.t; copto: ⲧϩⲱⲛⲓ; griego antiguo: Θῶνις) estuvo cerca de Alejandría, fue una ciudad de Egipto. Posteriormente con la conquista de Alejandro Magno, la ciudad pasó a llamarse Heracleion, siendo en su época el puerto más importante de la civilización egipcia. Sus ruinas se encontraron bajo el mar debido a un terremoto en el siglo II a. C. Los hallazgos fueron localizados cerca de la bahía de Abu Quir a 2,5 kilómetros de la costa. La ciudad de Thonis es mencionada por historiadores griegos como Heródoto. El origen se remonta al siglo XII a. C. Siendo un muelle legendario donde creció en el último periodo de los faraones. El puerto tuvo un papel importante en los ingresos del Antiguo Egipto teniendo tráfico internacional y recaudación de impuestos. Thonis fue construido rodeado de varias islas del Delta del Nilo, teniendo un gran número de muelles, aunque años después sería Alejandría la que reemplazaría a Thonis como ciudad más importante

## Mitos
Con la caída de los últimos faraones, la ciudad vio el comienzo del periodo Helenístico. Uno de los mitos que corre en Thonis es la visita de Paris y Helena antes de la Guerra de Troya, se dice que los amantes atracaron allí antes del gran desenlace. Otro mito que corre sobre la ciudad es la de Heracles (Hércules), según la mitología romana fue el primer griego en pisar la ciudad, donde se construyó un importante templo en honor a Heracles.

## El origen de la Atlántida
Se cree que Thonis pudo haber sido la famosa Atlántida mencionada por el filósofo Platón. En las ruinas encontradas se encontró un templo de forma circular, un tholos. El templo hallado es el de Khonsu, sincretizado por los griegos como Heracles. Platón describe la Atlántida como una construcción circular y Thonis está construido sobre varias islas del Delta del Nilo en forma circular. Además, el filósofo menciona que la Atlántida está situada sobre las columnas de Hércules, siendo Thonis sincretizado por Heracleion en honor a Heracles. Muchas pistas apuntan a que los famosos atlantes eran en realidad egipcios mezclados con griegos.

## Arqueología
Franck Goddio, un francés arqueólogo subacuático encontró en 1999 la ciudad de Thonis sumergida en la bahía de Abu Quir. Durante cinco años, estuvo investigando hasta dar con ella, primero encontró una muralla y poco después restos de un increíble templo con un impresionante puerto. Allí encontraron amuletos, monedas de distintas procedencias, piezas de cerámica, decenas de sarcófagos, estatuas de más de 5 metros de altura y los famosos barcos baris.
Gracias a la arena del fondo marino los hallazgos están muy bien conservados, protegiéndolos durante siglos la ciudad de Thonis. Una de las maravillas encontradas en el fondo del mar fue la estela del faraón Nectanebo I (Jeperkara Najtnebef), mide 1,90 metros de altura y está datada en el año 378-362 a. C. El faraón de la dinastía XXX la mandó construir para un santuario dedicado al dios Amón en el Oasis de Jarga. Nectanebo I restauró los templos de Luxor y Edfu, donde reinó 19 años en el Antiguo Egipcio